# Chibi Devi!
Chibi Devi! (ちび☆デビ! Chibi Debi!) es un manga japonés perteneciente al género shōjo, escrito e ilustrado por Hiromu Shinozuka. Todo gira en torno a una estudiante que un día descubre a un bebé demonio en su cama. El estudio SynergySP lo adaptó a una serie de anime que empezó su transmisión en televisión el 10 de octubre de 2011 en Japón.

## Sinopsis
Honoka Sawada es una chica solitaria que frecuentemente es molestada por los demás. Una noche cae del cielo un extraño bebé llamado Mao, ella lo descubre debajo de su manta al despertar y tendrá que hacerse cargo del pequeño diablillo. Pronto descubrirá que éste bebé no es nada más ni nada menos que un bebé demonio pero también le mostrara que él puede protegerla.
El anime terminó su transmisión en 2014 con 75 capítulos en japonés, subtitulados en español.

## Personajes
Honoka Sawada (沢田ほのか Sawada Honoka)
Seiyuu: Yuka Iguchi
Honoka es una estudiante de 14 años que perdió a sus padres cuando era pequeña. Sus compañeras toman ventaja de ella frecuentemente y siempre está sola. Esto ocurre hasta el día en que Mao llega a su vida, ella vive con su tía la cual siempre está viajando pero poco a poco ella puede transmitir sus verdaderos sentimientos a su tía. También al pasar del tiempo empieza a desarrollar sentimientos por Shin e incluso hizo muchos intentos para poder confesarle.
Mao (まお Mao)
Seiyuu: Noriko Shitaya
Es un bebé que un día aparece ante Honoka con una cola y alas de demonio sobre su cabeza. Al igual que los otros bebés demonio, Mao es capaz de hacer magia según el disfraz que vista, ya que siendo apenas un bebé no puede imaginar que clase de poderes mágicos puede realizar pero al emplear un traje es capaz de hacerlo; por ejemplo, un disfraz de dinosaurio le permite echar fuego por la boca, Mao utiliza sus poderes para proteger a Honoka o para lanzarlos en contra de su Director de guardería, en el capítulo 22 cuando probaba la comida para bebés se sabe que no le gustan los pepinos y le encantan las tartas, el capítulo 23 se sabe que Mao es alérgico a la arena por lo que estornudo varias veces en presencia de otros bebés en el parque. Aprende a hablar en el capítulo 29.
Shin Sugisaki (杉崎真 Sugisaki Shin)
Seiyuu: Hiroyuki Yoshino
Es un amigo de Kyou que ayuda a Honoka como padre sustituto para criar a Mao, por su carácter y personalidad es algo gritón y se enfada con facilidad con Honoka pero en realidad él está preocupado por ella, en un principio Mao-chan no lo quería debido a esto pero poco a poco se va en cariñando con él hasta que el propio Mao le llama Papá, ella siente algo por Shin pero no es claro si el siente algo por ella pero se puede dejar claro que hasta ahora Shin tan solo ha tenido una "atracción" hacia Honoka. A Shin le molesta los comentarios negativos hacia Honoka o a Mao, el vive con Honoka y Mao en ausencia de la tía Rikako y suele hacer la comida y algunos labores de la casa, Shin es la clase de padre orgulloso de su hijo y lleva el extraño rol de padre cariñoso y estricto.
Kyou Toono (遠野京 Toono Kyou)
Seiyuu: Kouichi Bandou
Es un amigo de la infancia de Honoka, que frecuentemente deja a un lado sus responsabilidades para ver su anime favorito a tiempo, en el anime parece ser un tipo muy desatendido y esporádicamente aparece pero en el manga no queda claro que relación tiene con el director de la guardería Chibi Devi!.
Director (園長先生 Enchou-sensei)
Seiyuu: Sōichirō Hoshi
Es el director de la guardería para bebés demonio. Siempre se le puede ver vistiendo unos lentes graciosos y un bigote falso, conoce mucho del mundo de los demonios y los bebés demonios tanto que escribió un libro para su cuidado, suele ser atacado por los otros bebés de la guardería Chibi Devi! y en el manga él y Kyou Toono son muy unidos.
Itou-Sensei (??? Itou-sensei)
Seiyuu: Ayumi Fujimura
Ella es la profesora de la guardería Chibi Devi! y es la encargada del salario del director, ella es muy segura de sí misma e igual que el director sabe mucho de bebés demonios pero no sabe mucho del mundo de los demonios ya que no reconoció a un animal que provenía de aquel mundo (Pepe), ella hace labores de limpieza y educa a los bebés demonios.
Karin (かりん Karin)
Seiyuu: Ryō Hirohashi
Ella es una bebé demonio hija de Natsuki Takayama, ella siempre viste un traje de pingüino y lanza hielo por la boca o con las aletas de su traje lanza una ventisca de hielo, tiene un carácter muy explosivo y suele decirles a los únicos dos bebés demonios qué hacer, ella no llama a su madre por su nombre y suele molestarse con los comentarios de su padre-tío Itsuki, le gusta la carne, la berenjena y el curry picante.
Natsuki Takayama (高山夏季  Takayama Natsuki)
Seiyuu: Rie Yamaguchi
Ella es la mamá de Karin, no se sabe la edad de Natsuki pero se cree que es mayor y va a otra escuela diferente a la de Honoka y su hermano Itsuki, es muy protectora con su hija a tal grado de molestarse con Shiori por los comentaros mordases de ella. Suele darle consejos a Honoka y le encantan las historias de amor.
Itsuki  Takayama (???  Itsuki  Takayamai)
Seiyuu: ???
Él es la figura paterna de Karin y el hermano menor de Natsuki, cursa el 8.º año en la misma escuela que Honoka y Shin, el considera que Honoka es una molestia para Shin ya que no puede defenderse por sí sola, suele molestar a Karin cuando ella está en casa y la considera molesta, él sabe que Karin es una demonio y tiene un libro del director, solo sale en algunos capítulos del anime.
Rai  (ライ  Rai)
Seiyuu: Mikako Takahashi
Él es un bebé demonio, hijo de Shiori. No tiene o no se sabe si tiene una figura paterna, para ser un bebé es muy educado y muy maduro, es la clase de niños que protegen a otros y no ve nada para su propio beneficio, no se asusta con facilidad y casi no llora a excepción cuando su madre lo iba a dejar en la guardería con su carrito de juguete que tanto le gusta. Suele vestir una peluca morada con un cuerno y un calzón amarillo e invocar rayos, su comida favorita es el arroz con bicarbonato. Rai-chan disfruta de hacer bromas y rie según Shiori y Honoka como un abuelo.
Shiori Nakagawa  (中川しおり   Nakagawa Shiori)
Seiyuu: Asuka Nishi
Ella es la madre de Rei, es muy estricta con su hijo a tal grado de entrenar su magia todos los días después de clases, en el capítulo 19 ella se considera que no es buena madre porque según el vídeo de la piyamada, Rai va por los pañales que estaban el otro cuarto ignorando al fantasma que derribaron Mao y Karin, Honoka va a su casa para explicarle que Rai está viviendo en su casa por ahora y le trae varias fotografías todos los días de lo que hace Rai, Shiori va a la casa de Honoka y le aclarara el malentendido se da cuenta de que Rai fue por tres pañales y no solo uno, ella sabe que su carácter aleja a las personas y no quería que Rai aprendiera eso de ella por eso se consideraba mala madre.
Pepe (Torakichi)
Seiyuu: Torakichi-wa
Es la mascota demonio de la guardería Chibi Devi!, vino desde el mundo de los demonios para quedarse allí por sugerencia del director, en un principio le cayó bien a Mao pero el sentimiento no era mutuo porque el originó algunos accidentes de Mao para la construcción de su casa pero luego de la buena disposición de Mao se hicieron buenos amigos y recibió el nombre de Pepe de parte de Mao por el toqueteo de su cola, el encantan los pepinos a diferencia de Mao y en su casita tiene una habitación amueblada por dentro. En el capítulo 56 se muestra como "pepe" vivía con sus abuelos en el mundo de los demonios. Y en este capítulo también se muestra que tiene una novia de su misma especie.